# Creta Class
Creta Class (クレタクラス)とはシンガポールのAMAZING EDTECH PTE. LTD.が所有する、3〜8歳の幼児を対象とした学習アプリである。

## 概要
Creta Classはアプリ内にて幼児向けの学習コンテンツを提供している。アプリ内ではレベルごとに難易度の異なるレッスンを選ぶことができ、ユーザーの年齢に合わせてレッスンを選択することができる。
アプリ内には240を超えるレッスンがあり、アニメーションから直感的に理解できる問題が用意されている。レッスンは1日15分ほど終えることが出来、週に5回受講することを想定している。問題文は音声付きであり、文字が読めない就学前の幼児でも取り組むことができる。結果は学習レポートとして記録され、保護者が幼児の苦手な部分を把握できると同時にカリキュラムの最適化を行うことができる。
Creta Classのアプリは2022年2月現在、AndroidとiOSにてダウンロードが可能であり、Google Playにおけるインストール数が10万に到達した。
2021年9月14日、Creta ClassはiOSのアプリをApp Storeにリリースし、非定期にアップデートを行っている。